# 3.ª etapa del Tour de Francia 2025
La 3.ª etapa del Tour de Francia 2025 tuvo lugar el 7 de julio de 2025 y consistió en una etapa escarpada con inicio en la localidad de Valenciennes y final en la cuidad de Dunkerque, sobre un recorrido de 178,3 km. El vencedor fue el belga Tim Merlier del equipo Soudal Quick-Step, siendo además el segundo líder de la prueba.

## Clasificación de la etapa
| Valenciennes - Dunkerque | etapa llana | (178,3 km) |

- Las clasificaciones de la etapa finalizaron de la siguiente forma:[3]

| \| Clasificación de la etapa \| Clasificación de la etapa \| Clasificación de la etapa \| Clasificación de la etapa \| Clasificación de la etapa \| \| Ciclista \| Ciclista \| Equipo \| Tiempo \| \| \| ------------------------- \| ------------------------- \| ------------------------- \| ------------------------- \| ------------------------- \| \| 1.º \| Tim Merlier \| Soudal Quick-Step \| 4 h 16 min 55 s \| \| \| 2.º \| Jonathan Milan \| Lidl-Trek \| + 0 s \| \| \| 3.º \| Phil Bauhaus \| Bahrain Victorious \| + 0 s \| \| \| 4.º \| Søren Wærenskjold \| Uno-X Mobility \| + 0 s \| \| \| 5.º \| Pavel Bittner \| Team Picnic-PostNL \| + 0 s \| \| \| 6.º \| Biniam Girmay \| Intermarché-Wanty \| + 0 s \| \| \| 7.º \| Kaden Groves \| Alpecin-Deceuninck \| + 0 s \| \| \| 8.º \| Pascal Ackermann \| Israel-Premier Tech \| + 0 s \| \| \| 9.º \| Amaury Capiot \| Arkéa-B&B Hotels \| + 0 s \| \| \| 10.º \| Alberto Dainese \| Tudor Pro Cycling Team \| + 0 s \| \| |                   |                        |                 |
| |                   |                        |                 |
| Fuentes: ProCyclingStats Cycling Quotient |                   |                        |                 |
| Clasificación de la etapa |                   |                        |                 |
| Ciclista | Ciclista          | Equipo                 | Tiempo          |
| 1.º | Tim Merlier       | Soudal Quick-Step      | 4 h 16 min 55 s |
| 2.º | Jonathan Milan    | Lidl-Trek              | + 0 s           |
| 3.º | Phil Bauhaus      | Bahrain Victorious     | + 0 s           |
| 4.º | Søren Wærenskjold | Uno-X Mobility         | + 0 s           |
| 5.º | Pavel Bittner     | Team Picnic-PostNL     | + 0 s           |
| 6.º | Biniam Girmay     | Intermarché-Wanty      | + 0 s           |
| 7.º | Kaden Groves      | Alpecin-Deceuninck     | + 0 s           |
| 8.º | Pascal Ackermann  | Israel-Premier Tech    | + 0 s           |
| 9.º | Amaury Capiot     | Arkéa-B&B Hotels       | + 0 s           |
| 10.º | Alberto Dainese   | Tudor Pro Cycling Team | + 0 s           |

## Clasificaciones al final de la etapa

### Clasificación general(Maillot Jaune)[4]
| \| Clasificación general \| Clasificación general \| Clasificación general \| Clasificación general \| Clasificación general \| \| Ciclista \| Ciclista \| Equipo \| Tiempo \| \| \| --------------------- \| -------------------------- \| -------------------------- \| --------------------- \| --------------------- \| \| 1.º \| Mathieu van der Poel \| Alpecin-Deceuninck \| 12 h 55 min 37 s \| \| \| 2.º \| Tadej Pogačar \| UAE Team Emirates XRG \| + 4 s \| \| \| 3.º \| Jonas Vingegaard \| Team Visma \\| Lease a Bike \| + 6 s \| \| \| 4.º \| Kévin Vauquelin \| Arkéa-B&B Hotels \| + 10 s \| \| \| 5.º \| Matteo Jorgenson \| Team Visma \\| Lease a Bike \| + 10 s \| \| \| 6.º \| Enric Mas \| Movistar Team \| + 10 s \| \| \| 7.º \| Joseph Blackmore \| Israel-Premier Tech \| + 41 s \| \| \| 8.º \| Tobias Halland Johannessen \| Uno-X Mobility \| + 41 s \| \| \| 9.º \| Ben O'Connor \| Team Jayco AlUla \| + 41 s \| \| \| 10.º \| Emanuel Buchmann \| Cofidis \| + 49 s \| \| |                            |                            |                  |
| |                            |                            |                  |
| Fuentes: ProCyclingStats Cycling Quotient |                            |                            |                  |
| Clasificación general |                            |                            |                  |
| Ciclista | Ciclista                   | Equipo                     | Tiempo           |
| 1.º | Mathieu van der Poel       | Alpecin-Deceuninck         | 12 h 55 min 37 s |
| 2.º | Tadej Pogačar              | UAE Team Emirates XRG      | + 4 s            |
| 3.º | Jonas Vingegaard           | Team Visma \| Lease a Bike | + 6 s            |
| 4.º | Kévin Vauquelin            | Arkéa-B&B Hotels           | + 10 s           |
| 5.º | Matteo Jorgenson           | Team Visma \| Lease a Bike | + 10 s           |
| 6.º | Enric Mas                  | Movistar Team              | + 10 s           |
| 7.º | Joseph Blackmore           | Israel-Premier Tech        | + 41 s           |
| 8.º | Tobias Halland Johannessen | Uno-X Mobility             | + 41 s           |
| 9.º | Ben O'Connor               | Team Jayco AlUla           | + 41 s           |
| 10.º | Emanuel Buchmann           | Cofidis                    | + 49 s           |

### Clasificación por puntos(Maillot Vert)[5]
| Clasificación por puntos | Clasificación por puntos | Clasificación por puntos | Clasificación por puntos | Clasificación por puntos |
| Ciclista                 | Ciclista                 | Equipo                   | Puntos                   |                          |
| ------------------------ | ------------------------ | ------------------------ | ------------------------ | ------------------------ |
| 1.º                      | Jonathan Milan           | Lidl-Trek                | 81 pts                   |                          |
| 2.º                      | Biniam Girmay            | Intermarché-Wanty        | 77 pts                   |                          |
| 3.º                      | Tim Merlier              | Soudal Quick-Step        | 63 pts                   |                          |
| 4.º                      | Mathieu van der Poel     | Alpecin-Deceuninck       | 50 pts                   |                          |
| 5.º                      | Anthony Turgis           | Team TotalEnergies       | 49 pts                   |                          |
| 6.º                      | Søren Wærenskjold        | Uno-X Mobility           | 46 pts                   |                          |
| 7.º                      | Paul Penhoët             | Groupama-FDJ             | 43 pts                   |                          |
| 8.º                      | Tadej Pogačar            | UAE Team Emirates XRG    | 30 pts                   |                          |
| 9.º                      | Kaden Groves             | Alpecin-Deceuninck       | 27 pts                   |                          |
| 10.º                     | Yevgueni Fiodorov        | XDS Astana Team          | 20 pts                   |                          |

### Clasificación de la montaña(Maillot à Pois Rouges)[6]
| Clasificación de la montaña | Clasificación de la montaña | Clasificación de la montaña | Clasificación de la montaña | Clasificación de la montaña |
| Ciclista                    | Ciclista                    | Equipo                      | Puntos                      |                             |
| --------------------------- | --------------------------- | --------------------------- | --------------------------- | --------------------------- |
| 1.º                         | Tim Wellens                 | UAE Team Emirates XRG       | 3 pts                       |                             |
| 2.º                         | Tadej Pogačar               | UAE Team Emirates XRG       | 3 pts                       |                             |
| 3.º                         | Benjamin Thomas             | Cofidis                     | 2 pts                       |                             |
| 4.º                         | Jonas Vingegaard            | Team Visma \| Lease a Bike  | 2 pts                       |                             |
| 5.º                         | Kévin Vauquelin             | Arkéa-B&B Hotels            | 1 pt                        |                             |
| 6.º                         | Andreas Leknessund          | Uno-X Mobility              | 1 pt                        |                             |

### Clasificación del mejor joven(Maillot Blanc)[7]
| Clasificación del mejor joven | Clasificación del mejor joven | Clasificación del mejor joven | Clasificación del mejor joven | Clasificación del mejor joven |
| Ciclista                      | Ciclista                      | Equipo                        | Tiempo                        |                               |
| ----------------------------- | ----------------------------- | ----------------------------- | ----------------------------- | ----------------------------- |
| 1.º                           | Kévin Vauquelin               | Arkéa-B&B Hotels              | 12 h 55 min 47 s              |                               |
| 2.º                           | Joseph Blackmore              | Israel-Premier Tech           | + 31 s                        |                               |
| 3.º                           | Oscar Onley                   | Team Picnic-PostNL            | + 39 s                        |                               |
| 4.º                           | Jenno Berckmoes               | Lotto                         | + 39 s                        |                               |
| 5.º                           | Mattias Skjelmose             | Lidl-Trek                     | + 39 s                        |                               |
| 6.º                           | Remco Evenepoel               | Soudal Quick-Step             | + 39 s                        |                               |
| 7.º                           | Florian Lipowitz              | Red Bull-Bora-Hansgrohe       | + 39 s                        |                               |
| 8.º                           | Carlos Rodríguez              | Ineos Grenadiers              | + 1 min 10 s                  |                               |
| 9.º                           | Samuel Watson                 | Ineos Grenadiers              | + 1 min 29 s                  |                               |
| 10.º                          | Ben Healy                     | EF Education-EasyPost         | + 2 min 08 s                  |                               |

### Clasificación por equipos(Classement par Équipe)[8]
| Clasificación por equipos | Clasificación por equipos       | Clasificación por equipos | Clasificación por equipos |
| Equipo                    | Equipo                          | Tiempo                    |                           |
| ------------------------- | ------------------------------- | ------------------------- | ------------------------- |
| 1.º                       | Groupama-FDJ                    | 38 h 47 min 21 s          |                           |
| 2.º                       | Team Visma \| Lease a Bike      | + 31 s                    |                           |
| 3.º                       | Alpecin-Deceuninck              | + 2 min 00 s              |                           |
| 4.º                       | UAE Team Emirates XRG           | + 2 min 08 s              |                           |
| 5.º                       | Arkéa-B&B Hotels                | + 2 min 20 s              |                           |
| 6.º                       | Team TotalEnergies              | + 2 min 20 s              |                           |
| 7.º                       | Cofidis                         | + 2 min 20 s              |                           |
| 8.º                       | Decathlon AG2R La Mondiale Team | + 2 min 28 s              |                           |
| 9.º                       | Team Jayco AlUla                | + 2 min 51 s              |                           |
| 10.º                      | EF Education-EasyPost           | + 2 min 58 s              |                           |

## Abandonos
- Jasper Philipsen (Alpecin-Deceuninck) no finalizó la etapa como consecuencia de una caída.[9]